# Cristina Bueno
Cristina Bueno (Barcelona, 1983) es una ilustradora española.

## Trayectoria
Realizó sus estudios en la Escuela Joso, un centro docente especializado en la enseñanza del cómic y la ilustración, y ha mostrado un gran interés por retratar la sociedad que la rodea. Comenzó publicando en 2012 Sortres, una obra autobiográfica sobre un accidente de tráfico que le cambió la vida, y Ausencias, en colaboración con Ramón Rodríguez, en Astiberri Ediciones.
También colaboró en la iniciativa Cómic 21 Viñetas sobre el Síndrome de Down, cuyos beneficios se destinaron a la recaudación de fondos para la Asociación Síndrome de Down de Granada. Unos años después, en 2015, publicó junto a Raquel Franco Las abuelas dan el golpe en la Editorial Planeta. En 2016, se publicó su obra Aquí vivió. Historia de un desahucio dibujada a partir de la documentación sobre desahucios facilitada por el escritor Isaac Rosa.
Durante dos años estuvo trabajando en la obra Quan tanco els ulls, recordo (Cuando cierro los ojos, recuerdo) como parte de un proyecto educativo de la Cruz Roja, para visibilizar las vicisitudes que atraviesan las refugiadas que huyen de la guerra de Siria, y de todos los conflictos con los que se encuentran en su viaje hacia occidente. Esta obra ha sido también traducida al castellano y al inglés, y los responsables del proyecto se refieren a él como «cómic documental» en el que se narra una historia ficticia pero que viven miles de mujeres cuyas experiencias han sido recogidas por la Cruz Roja.